# IEEE Control Systems Society
IEEE Control Systems Society (CSS)  es una unidad organizativa de la IEEE. Fue fundada en 1954 y está dedicada al adelanto de la teoría y de la práctica de sistemas y control en ingeniería.

## Historia
La historia de la IEEE Control Systems Society se remonta a una de las sociedades que formaban la IEEE: el Institute of Radio Engineers (IRE), el cual organizó la primera reunión de la IRE Professional Group on Automatic Control el 19 de octubre de 1954.

## Publicaciones seleccionadas
- IEEE Control Systems Letters, Maria Elena Valcher, editor-in-chief
- IEEE Control Systems Magazine, Jonathan How, editor-in-chief
- IEEE Transactions on Automatic Control,  Alessandro Astolfi, editor-in-chief
- IEEE Transactions on Control Systems Technology, Andrea Serrani, editor-in-chief
- E-letter on Systems, Control, and Signal Processing, Ioannis Paschalidis, editor-in-chief

## CSS conferencias co-patrocinadas
- Joint 50th IEEE Conference on Decision and Control and European Control Conference, December 12–15, 2011. Conference website
- 48th IEEE Conference on Decision and Control, December 16–18, 2009, Shanghái, China
- 2009 IEEE Multiconference on Systems and Control, 8-10 de julio de 2009, Saint Petersburg, Russia
- 2009 American Control Conference, June 10–12, 2009, St. Louis, MO, USA